# Tebogo Langerman
Tebogo Joseph Langerman (Mamelodi, Gauteng, 6 de mayo de 1986) es un futbolista sudafricano. Juega de defensa y su equipo actual es el Mamelodi Sundowns de la Premier Soccer League de Sudáfrica.

## Trayectoria
| Club              | País      | Año             |
| ----------------- | --------- | --------------- |
| Bidvest Wits      | Sudáfrica | 2009            |
| Supersport United | Sudáfrica | 2009 - 2012     |
| Mamelodi Sundowns | Sudáfrica | 2012 - Presente |

## Palmarés

### Títulos nacionales
| Título                       | Club              | País      | Año  |
| ---------------------------- | ----------------- | --------- | ---- |
| Premier Soccer League        | Supersport United | Sudáfrica | 2010 |
| Copa de Sudáfrica            | Supersport United | Sudáfrica | 2012 |
| Premier Soccer League        | Mamelodi Sundowns | Sudáfrica | 2014 |
| Copa de Sudáfrica            | Mamelodi Sundowns | Sudáfrica | 2015 |
| Copa de la Liga de Sudáfrica | Mamelodi Sundowns | Sudáfrica | 2015 |
| Premier Soccer League        | Mamelodi Sundowns | Sudáfrica | 2016 |

### Títulos internacionales
| Título                      | Club (*)          | Sede       | Año  |
| --------------------------- | ----------------- | ---------- | ---- |
| Liga de Campeones de la CAF | Mamelodi Sundowns | Alejandría | 2016 |

(*) Incluyendo la selección